# 王隆 (汉朝)
王隆（?—?），字文山，左冯翊云阳县（今陕西省咸阳市淳化县）人，东汉文学家。
王莽时，王隆以父任在宫廷为郎。后避难河西（今河西走廊与湟水流域一带），为窦融左护军。东汉建立，汉光武帝建武年间，为新汲县（今河南省扶沟县西南）令。王隆通诗赋，能文章，所著诗、赋、铭、书共二十六篇，今佚。著有启蒙书《小学汉官篇》，记述汉代公卿内外官制。

## 延伸阅读
[在维基数据编辑]
 《後漢書·卷80上》，出自范晔《後漢書》